# Digitale collage
Een digitale collage is een online gemaakt en/of geplaatst 'knip- en plakwerk' van tekst en beeld. Dit kan op verschillende manieren gerealiseerd worden, een voorbeeld is een weblog waarbij mensen stukken tekst en afbeeldingen online kunnen plaatsen. De verschillende onderdelen van de digitale collage vormen niet per definitie een geheel omdat ze over hetzelfde onderwerp gaan; ze vormen eerder een geheel omdat ze op dezelfde plaats zijn samengebracht.